# Vladimir Solov'ëv (giornalista)
Vladimir Rudol'fovič Solov'ëv (in russo Владимир Рудольфович Соловьёв?; Mosca, 20 ottobre 1963) è un giornalista e conduttore televisivo russo.
Considerato come molto vicino a Vladimir Putin, è noto per essere, dal 2005, il conduttore del programma Domenica sera con Vladimir Solov'ëv, che va in onda sul canale televisivo Rossija 1.
Solov'ëv si considera un patriota sovietico e spesso conduce il suo programma indossando una giacca con falce e martello. Nel 2022, nel frangente dell'invasione russa dell'Ucraina, l'Unione europea, gli Stati Uniti, il Canada, il Regno Unito e altri Paesi hanno imposto sanzioni personali contro di lui.

## Biografia

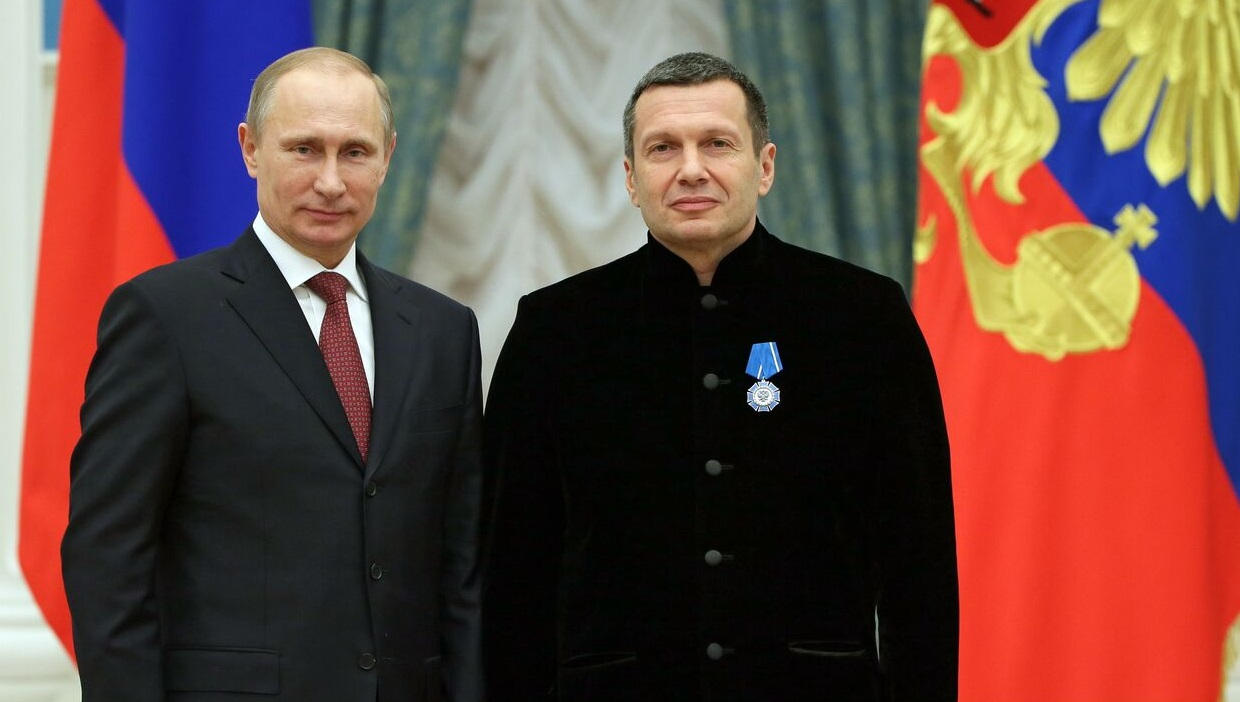
Solov'ëv con Vladimir Putin

Vladimir Solov'ëv nacque in una famiglia ebrea. Suo padre, Rudolf Naumovich Solov'ëv (nato Vinickovskij), e sua madre, Inna Solomonovna Solov'ëva (nata Šapiro), si sono entrambi laureati presso il dipartimento di storia e filologia dell'Istituto pedagogico V. I. Lenin dello Stato di Mosca. Più tardi, suo padre insegnò economia politica in una scuola di statistica, mentre sua madre lavorò come critica d'arte al museo della battaglia di Borodino.
Nel 1980 si è diplomato alla scuola secondaria d'élite di lingua inglese n. 27 di Mosca, dove studiavano i figli e i nipoti di diplomatici e membri del Comitato Centrale del PCUS, ed è entrato all'Istituto di acciaio e leghe di Mosca, diplomandosi nel 1986. Nel 1989 Solov'ëv ha completato gli studi universitari presso l'Istituto di Economia Mondiale e Relazioni Internazionali di Mosca con una tesi aulle "Tendenze di base della produzione di nuovi materiali e dei suoi fattori di efficienza negli Stati Uniti e in Giappone". Ha insegnato fisica, matematica e astronomia alla Scuola n. 27 fino al 1990.
Solov'ëv è noto per le sue dichiarazioni spesso polemiche e aggressive su numerose questioni riguardanti la politica, l'economia, la religione, lo sport, il giornalismo, cosa che spesso ha causato polemiche tra i suoi ascoltatori e spettatori. Dal 1997 Solov'ëv è stato il conduttore del programma radiofonico in diretta Nightingale Warbling trasmesso da Silver Rain Radio, discutendo di molti argomenti come cucina, moda, etichetta, vita sociale e politica, computer, automobili, filosofia e poesia.
Nel 1999 è apparso per la prima volta come presentatore in due talk show televisivi: The Process sul canale ORT (con Aleksandr Gordon) (1999-2001) e Passion for Solovyov sul canale TNT (1999-2002), a cui sono seguiti i suoi progetti Breakfast with Solovyov e Nightingale Night su TV6 (quest'ultimo è l'ultimo spettacolo trasmesso sulla stazione prima che fosse chiusa all'inizio del 2002), così come Look Who's Coming!, Duel su TVS e Orange Juice su NTV. Dal 2003 e dal 2005, rispettivamente, ha condotto altri due programmi su NTV – il talk show politico On the Stand e il programma settimanale di commento di notizie Sunday Night in un formato talk-show. Nell'autunno del 2005 Vladimir Solov'ëv ha ricevuto il premio televisivo russo TEFI come miglior intervistatore.

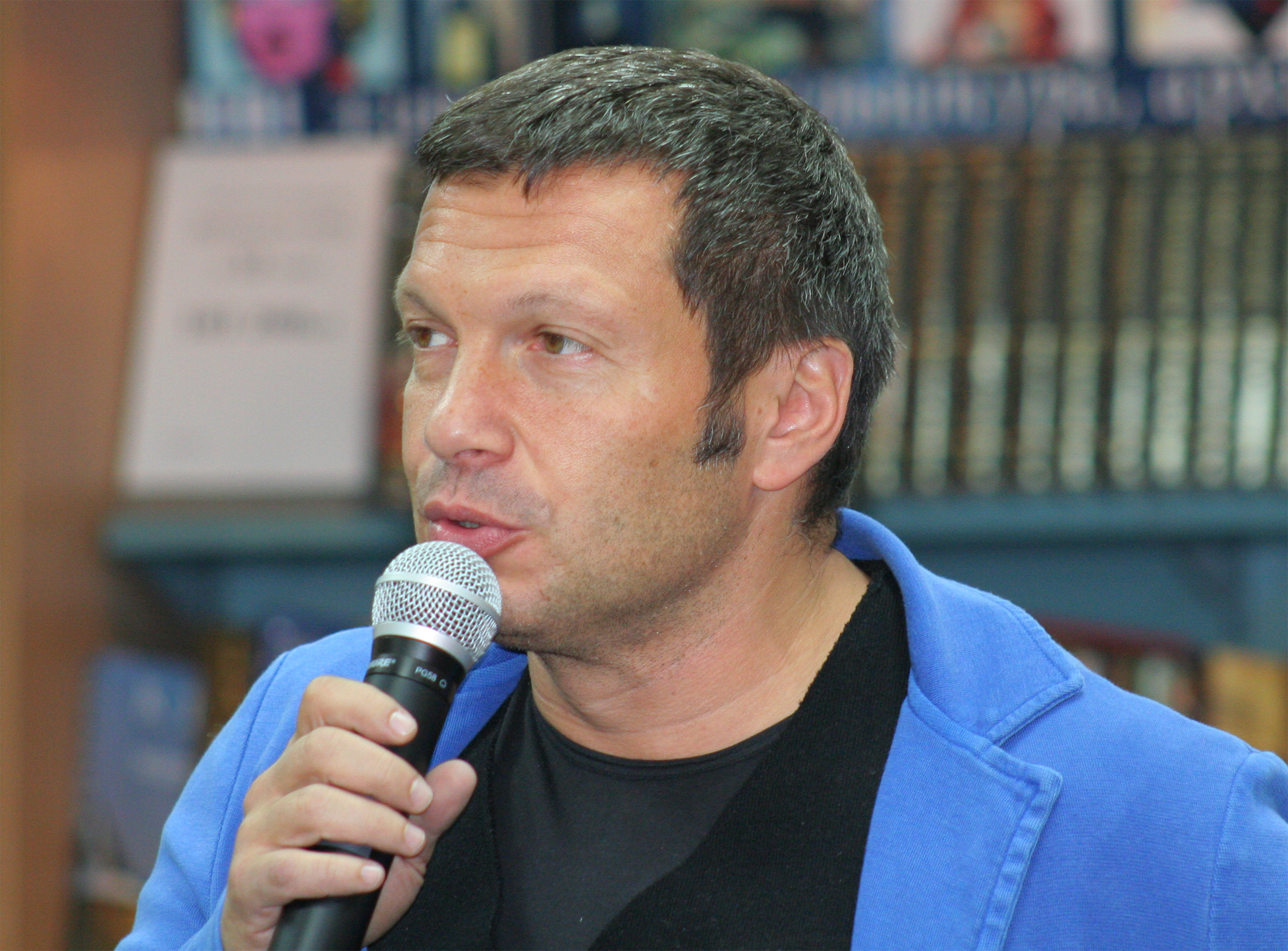
Solov'ëv nel 2010

Nel dicembre 2004 è apparso come cantante solista nel suo primo CD-album Solovyinye Treli (Nightingale Warbles). Quindi è stato il presentatore di un talk show televisivo, Duel on Rossiya 1 (2010-2014, 2015-2017). Solov'ëv ospita anche uno spettacolo di dibattito, Domenica sera con Vladimir Solov'ëv, su Rossija 1.
Dal 2 settembre 2018 ospita il programma Mosca. Cremlino. Putin, in onda sul canale "Russia-1", in cui per un'ora parla delle azioni compiute dal presidente nell'ultima settimana. L'intonazione del programma, la selezione degli ospiti (nella prima, si sono rivelati essere solo persone collegate al potere: l'addetto stampa del presidente Dmitrij Peskov e il deputato della Duma di Stato di Russia Unita Andrej Makarov), il co-conduttore (giornalista VGTRK Pavel Zarubin). Di conseguenza un certo numero di media ha pensato ad un tentativo di aumentare l'indice di gradimento a favore di Putin, caduto a causa della riforma delle pensioni e l'emergere di un nuovo culto della personalità.
Nel settembre 2019, la canzone "Evening Mudozvon" è stata dedicata a Vladimir Solov'ëv. Sempre nel 2019, è entrato nel Guinness dei primati per il più lungo periodo in televisione come conduttore nell'arco di una settimana (25 ore 53 minuti e 57 secondi).

## Controversie e critiche
Solov'ëv è un propagandista. Solov'ëv parla regolarmente del suo patriottismo, del rapido sviluppo della Russia sotto Putin e del declino dell'Occidente.

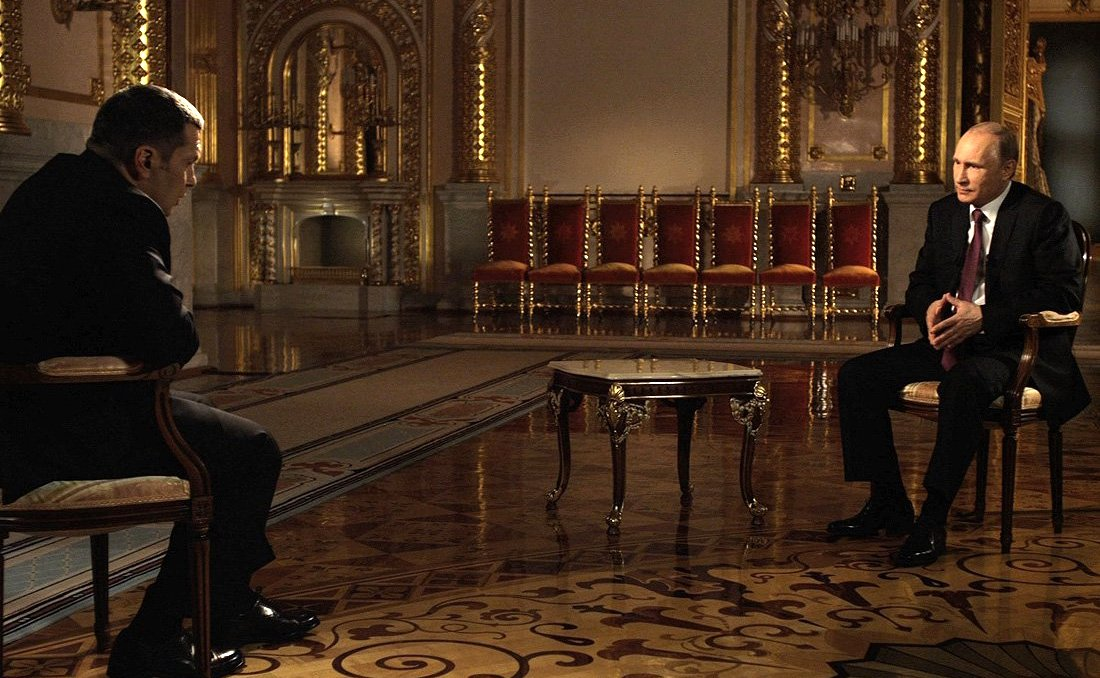
Intervista al Presidente della Russia Vladimir Putin. Film documentario "President", 2015

Il 21 novembre 2007, in un forum preelettorale a Lužniki, Solov'ëv ha parlato a sostegno di Vladimir Putin e lo ha descritto come un "leader forte, intelligente e di talento" che ama la Patria e fa di tutto per rendere i russi orgogliosi del loro paese.
Nel 2011, la comunità religiosa degli ebrei di montagna in Azerbaigian ha inviato una nota di protesta alla leadership della stazione radio Vesti FM, così come al Congresso ebraico russo, in relazione alle dichiarazioni di Solov'ëv sulla Repubblica dell'Azerbaigian sull'onda Vesti FM. Solov'ëv nella sua trasmissione ha paragonato l'Olocausto e il conflitto armeno-azero:
Alla fine di febbraio 2014, insieme a un certo numero di altri giornalisti pro-Putin, personaggi pubblici e politici, ha firmato un appello per la fondazione "Tutti noi siamo Berkut", che è stata creata principalmente per sostenere i membri dell'unità speciale ucraina "Berkut", coinvolta in violenze e sparatorie contro i manifestanti ucraini durante Euromaidan e la rivoluzione arancione.

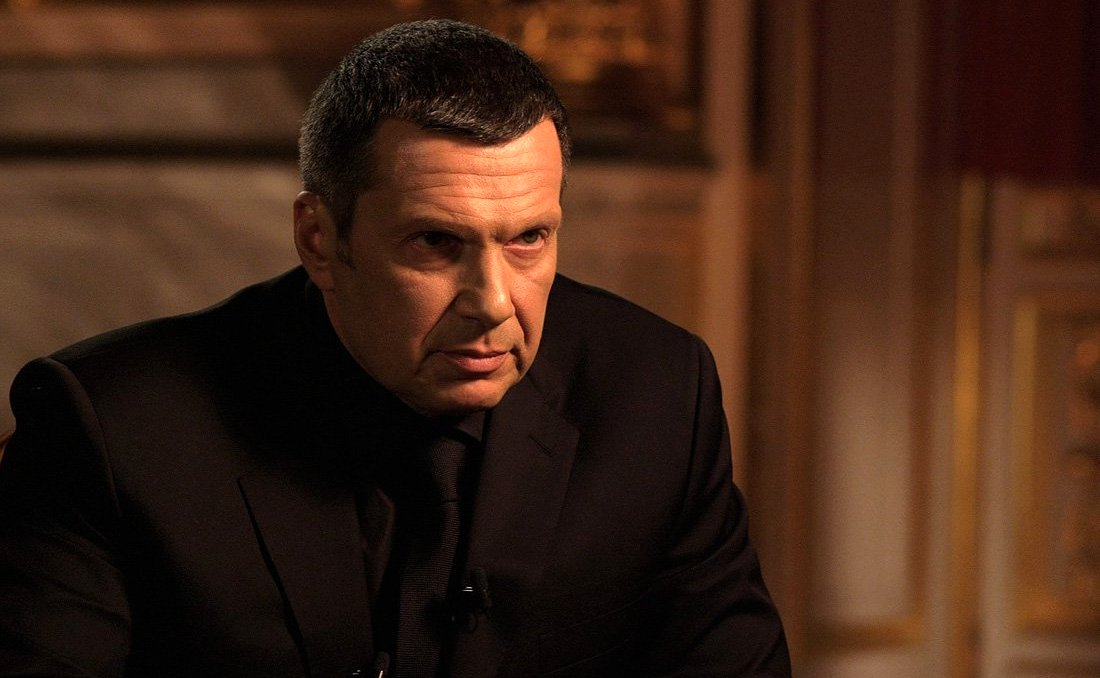
Solov'ëv nel 2015

Per quanto riguarda il conflitto armato nell'Ucraina orientale, la posizione di Solov'ëv rispecchiava quella del presidente Putin e del governo russo: che il conflitto era tra i "nazisti" del Maidan ucraino e gli "antinazisti" dei territori orientali ribelli.
Nel giugno 2017, il giornalista ha chiamato i partecipanti alla manifestazione anticorruzione a Mosca sulla Tverskaja, che le autorità hanno definito incoerente, "l'eterno due per cento della merda", "figli di funzionari corrotti", e ha anche affermato che “se non la polizia, la gente li avrebbe semplicemente fatti a pezzi”. Questa affermazione è stata criticata dai manifestanti. Una revisione critica di questa situazione è stata data da Aleksandr Nevzorov. Solov'ëv ha continuato a usare giudizi di valore e commenti duri su alcuni ascoltatori e giornalisti russi orientati all'opposizione.
Nel maggio 2022 è arrivato nella città di Mariupol' occupata dalle forze armate RF, divenuta nota dopo la pubblicazione di una fotografia congiunta di Solov'ëv con il capo della DPR Denis Pušilin al checkpoint dello stabilimento di Il'ič.
Nell'agosto 2022, in onda sul canale televisivo Russia-1, si è definito un "terrorista" e ha chiesto la distruzione delle città ucraine insieme agli abitanti.
Nel novembre 2022 ha creato un fondo personale "SVRxFund", impegnato nel reclutamento di volontari e nella loro formazione. Nello stesso mese, insieme ad Aram Gabrelyanov e Vladimir Tabak, è diventato il capo dell'organizzazione che ha ricevuto una sovvenzione presidenziale di 36 milioni di rubli per creare workshop sui nuovi media a favore di specialisti nel campo della comunicazione mediatica e delle pubbliche relazioni della DNR e della LNR.
Dopo l'invasione dell'Ucraina nel 2022 la Guardia di Finanza di Como ha congelato varie proprietà immobiliari, tra cui una villa e un bosco. Nel febbraio 2023 ha pubblicamente dato dei "bastardi" all'Italia e agli alleati dell'Ucraina.
Il 21 febbraio 2024, il famoso blogger russo Andrey Morozov (alias Murz) si è suicidato poco dopo aver pubblicato che Solov'ëv lo aveva costretto a cancellare un precedente post su Telegram che riportava che le forze russe avevano perso oltre 16.000 uomini e 300 veicoli nella battaglia di Avdiivka. Nella sua lettera di suicidio Morozov dichiarò di averlo fatto a causa delle molestie da parte dei suoi ufficiali in comando, che erano "prostitute politiche guidate da Vladimir Solovyov".

## Vita privata
Solov'ëv è stato sposato tre volte e ha otto figli. La prima moglie è Olga e da questo matrimonio nascono due figli: Polina (nata nel 1986, diplomata presso l'Istituto umanitario di radiodiffusione televisiva e radiofonica intitolato a M. A. Litovchin, conduttrice di programmi informativi sul canale televisivo di Mosca 24) e Aleksandr (classe 1988, regista di spot pubblicitari e video musicali, laureato alla University of the Arts di Londra).
La seconda moglie è Julija; dal matrimonio è nata Ekaterina (nata il 10 febbraio 1991 negli Stati Uniti), nel 2012 si è diplomata alla Scuola teatrale Ščukin.
Dal 2001 è sposato con Ėl'ga Sėpp (Helga Sepp, nata il 1º giugno 1972), psicologa, figlia del satirico russo Viktor Kokljuškin ed estone da parte di madre. La coppia ha cinque figli: Daniil (nato il 12 ottobre 2001), Sof'ja-Betina (nata nel 2003), Emma-Esther (nata nel dicembre 2006), Vladimir (nato il 14 febbraio 2010), Ivan (nato il 6 ottobre 2012).
Ha origini ebraiche e professa l'ebraismo, si dice che sia cintura nera di karate. Dal 2009 ha permesso di soggiorno e residenza fiscale in Italia per sé e per i figli nati dal matrimonio con Ėl'ga Sėpp.
Nel febbraio 2023, ha difeso suo figlio Daniil, 21 anni, che ha studiato a Londra alcuni anni fa, dai critici che gli chiedevano perché suo figlio non si fosse offerto volontario per combattere in Ucraina. Vladimir Solov'ëv aveva precedentemente incoraggiato ogni maschio russo normodotato a offrirsi volontario per il servizio e combattere nella guerra in Ucraina, e aveva condannato i giovani che avevano lasciato la Russia per evitare la mobilitazione.

### Proprietà
Vladimir Solov'ëv è noto per avere diverse proprietà sia nell'Unione Europea che nella Federazione Russa. Nell'Unione europea possiede una villa situata sul lago italiano di Como, che è stata scoperta dalla Fondazione anticorruzione (FBK) nel 2019. Solov'ëv è apparso nel programma di Boris Korčevnikov "Il destino di un uomo" su Russia-1, dove ha confermato l'esistenza della villa e ha chiarito di averla acquistata all'inizio degli anni 2000 per la sua numerosa famiglia in un periodo in cui la proprietà era più economica di una villa simile a Rublëvka. Ha dichiarato inoltre di essere stato in attività fin dall'epoca sovietica, di pagare regolarmente le tasse e di non aver mai prestato servizio nella pubblica amministrazione.
Nel gennaio 2019 FBK ha scoperto che Solov'ëv possedeva una seconda villa sul lago di Como e un'auto Maybach.  Nel luglio 2019, FBK ha sostenuto che Solov'ëv aveva lo status di residenza permanente in Italia; il giorno successivo, il fondatore della FBK, Aleksej Naval'nyj, è stato arrestato.
Nel febbraio 2022, l'agenzia governativa russa Roskomnadzor, a causa del riconoscimento della FBK come organizzazione estremista in Russia, ha chiesto a vari media di rimuovere le pubblicazioni su una serie di indagini della FBK, comprese quelle contenenti informazioni sulle proprietà italiane di Solov'ëv. Il 5 marzo 2022 le due ville sul Lago di Como sono state sequestrate dallo Stato italiano.
Nella Federazione Russa, Solov'ëv possiede tre appartamenti a Mosca in via Dolgorukovskaja, uno acquistato dal produttore Aleksandr Tolmackij e un altro dal figlio di Tolmackij, il rapper Decl.  Solov'ëv possiede anche una casa nella regione di Mosca con un terreno di 60 acri e un palazzo di quattro piani con una superficie di oltre 1000 metri quadrati situato nel villaggio di Stolnoye. Inoltre, ha una dacia che misura 1046 metri quadrati. Secondo la FBK, il valore totale degli immobili di Solov'ëv a Mosca, nella regione di Mosca e a Pianello del Lario è stimato in 1 miliardo di rubli. Tuttavia, lo stesso Solov'ëv non si è mostrato d'accordo con questa valutazione, considerandola troppo alta, sebbene si descriva come una persona "ricca, benestante".

## Televisione
- Domenica sera con Vladimir Solov'ëv (NTV, 2005-2012; Rossija 1 2012-)
- Sera con Vladimir Solov'ëv (Rossija 1 2012-)
- Mosca. Cremlino. Putin (Rossija 1 2018-)